# Kårsajökeln
Kårsajökeln är en glaciär i Jukkasjärvi socken, Kiruna kommun, 17 kilometer väster om Abisko.
Kårsajökeln består av två delar, huvudglaciären, en dalglaciär 812–1550 meter över havet och en hängglaciär på höjderna öster om huvudglaciären. Kårsajökelns delar hade 1929 en omfattning av 2,65 kvadratkilometer och 1,27 kvadratkilometer, men har senare minskat betydligt.